# Campeonato sanmarinense de fútbol 2014-15
El Campeonato sanmarinense de fútbol 2014/15 fue la 30.ª edición de la competición. En ella participaron los 15 equipos sanmarinenses, divididos en dos zonas de las cuales van a clasificar a la siguiente fase los 3 mejores ubicados en la tabla de cada grupo. La temporada comenzó el 12 de septiembre de 2014 y finalizó el 26 de mayo de 2015.
El campeón tiene derecho a jugar la Liga de Campeones, partiendo de la primera ronda previa. El subcampeón se clasifica a la UEFA Europa League, y parte también de la primera fase de clasificación. SS Folgore/Falciano conquistó su cuarto título en la competición.

## Equipos participantes

### Equipos porcastello
| Municipio      | N.º | Equipos                                                 |
| -------------- | --- | ------------------------------------------------------- |
| Acquaviva      | 1   | Virtus                                                  |
| Borgo Maggiore | 3   | Libertas, Cailungo y San Giovanni                       |
| Chiesanuova    | 1   | Pennarossa                                              |
| Domagnano      | 1   | Domagnano                                               |
| Faetano        | 1   | Faetano                                                 |
| Fiorentino     | 2   | Fiorentino y Tre Fiori                                  |
| Montegiardino  | 1   | La Fiorita                                              |
| Serravalle     | 4   | Juvenes/Dogana, Tre Penne, Cosmos y SS Folgore/Falciano |
| San Marino     | 1   | SS Murata                                               |

## Tabla de posiciones
|  | Clasificado a la tercera fase de los Play-offs. |
|  | Clasificado a la primera fase de los Play-offs. |

### Grupo A
| Pos | Equipo         | PJ | PG | PE | PP | GF | GC | Dif | Pts |
| --- | -------------- | -- | -- | -- | -- | -- | -- | --- | --- |
| 1º  | Juvenes/Dogana | 20 | 12 | 4  | 4  | 35 | 15 | +20 | 40  |
| 2º  | Tre Fiori      | 20 | 12 | 2  | 6  | 36 | 17 | +19 | 38  |
| 3º  | Faetano        | 20 | 9  | 5  | 6  | 26 | 21 | +5  | 32  |
| 4º  | Cailungo       | 20 | 8  | 4  | 8  | 28 | 29 | −1  | 28  |
| 5º  | Virtus         | 20 | 8  | 4  | 8  | 27 | 28 | −1  | 28  |
| 6º  | Murata         | 20 | 5  | 5  | 10 | 26 | 34 | −8  | 20  |
| 7º  | Cosmos         | 20 | 0  | 5  | 15 | 13 | 48 | −35 | 5   |

| Juvenes/Dogana | 0 - 0 | Faetano   | 13 de septiembre |
| Murata         | 1 - 3 | Tre Fiori | 13 de septiembre |
| Cailungo       | 1 - 4 | Virtus    | 14 de septiembre |
| Libre: Cosmos  |       |           |                  |

| Virtus          | 0 - 0 | Tre Fiori      | 20 de septiembre |
| Faetano         | 0 - 2 | Murata         | 20 de septiembre |
| Cosmos          | 0 - 3 | Juvenes/Dogana | 21 de septiembre |
| Libre: Cailungo |       |                |                  |

| Murata         | 5 - 2 | Cosmos   | 26 de septiembre |
| Juvenes/Dogana | 3 - 0 | Cailungo | 28 de septiembre |
| Tre Fiori      | 2 - 0 | Faetano  | 28 de septiembre |
| Libre: Virtus  |       |          |                  |

| Faetano          | 1 - 2 | Virtus | 4 de octubre |
| Juvenes/Dogana   | 2 - 2 | Murata | 5 de octubre |
| Cailungo         | 1 - 1 | Cosmos | 5 de octubre |
| Libre: Tre Fiori |       |        |              |

| Cosmos         | 2 - 3 | Virtus         | 18 de octubre |
| Murata         | 1 - 5 | Cailungo       | 18 de octubre |
| Tre Fiori      | 0 - 1 | Juvenes/Dogana | 19 de octubre |
| Libre: Faetano |       |                |               |

| Faetano               | 1 - 1 | Cosmos   | 25 de octubre |
| Tre Fiori             | 3 - 1 | Cailungo | 25 de octubre |
| Virtus                | 0 - 0 | Murata   | 16 de octubre |
| Libre: Juvenes/Dogana |       |          |               |

| Virtus        | 0 - 3 | Juvenes/Dogana | 25 de octubre  |
| Cailungo      | 1 - 2 | Faetano        | 2 de noviembre |
| Cosmos        | 0 - 0 | Tre Fiori      | 2 de noviembre |
| Libre: Murata |       |                |                |

### Grupo B
| Pos | Equipo           | PJ | PG | PE | PP | GF | GC | Dif | Pts |
| --- | ---------------- | -- | -- | -- | -- | -- | -- | --- | --- |
| 1º  | Folgore/Falciano | 21 | 13 | 5  | 3  | 41 | 19 | +22 | 44  |
| 2º  | La Fiorita       | 21 | 11 | 5  | 5  | 37 | 25 | +12 | 38  |
| 3º  | Domagnano        | 21 | 11 | 3  | 7  | 28 | 23 | +5  | 36  |
| 4º  | Libertas         | 21 | 8  | 8  | 5  | 23 | 16 | +7  | 32  |
| 5º  | Fiorentino       | 21 | 9  | 5  | 7  | 24 | 22 | +2  | 32  |
| 6º  | Pennarossa       | 21 | 9  | 3  | 9  | 33 | 26 | +7  | 30  |
| 7º  | Tre Penne        | 21 | 5  | 3  | 13 | 24 | 43 | −19 | 18  |
| 8º  | San Giovanni     | 21 | 2  | 3  | 16 | 21 | 56 | −35 | 9   |

| Domagnano  | 1 - 3 | Folgore/Falciano | 12 de septiembre |
| Fiorentino | 2 - 1 | San Giovanni     | 13 de septiembre |
| Pennarossa | 1 - 1 | Libertas         | 14 de septiembre |
| La Fiorita | 3 - 3 | Tre Penne        | 14 de septiembre |

| Tre Penne    | 2 - 1 | Pennarossa       | 19 de septiembre |
| Libertas     | 1 - 4 | Folgore/Falciano | 20 de septiembre |
| San Giovanni | 1 - 4 | La Fiorita       | 20 de septiembre |
| Fiorentino   | 1 - 2 | Domagnano        | 21 de septiembre |

| Libertas         | 4 - 2 | San Giovanni | 27 de septiembre |
| La Fiorita       | 1 - 2 | Fiorentino   | 27 de septiembre |
| Domagnano        | 1 - 1 | Tre Penne    | 27 de septiembre |
| Folgore/Falciano | 3 - 1 | Pennarossa   | 28 de septiembre |

| Domagnano    | 0 - 1 | La Fiorita       | 3 de octubre |
| Fiorentino   | 0 - 0 | Libertas         | 4 de octubre |
| San Giovanni | 1 - 3 | Pennarossa       | 4 de octubre |
| Tre Penne    | 0 - 1 | Folgore/Falciano | 5 de octubre |

| Fiorentino   | 3 - 2 | Folgore/Falciano | 17 de octubre |
| Libertas     | 1 - 0 | Tre Penne        | 18 de octubre |
| La Fiorita   | 0 - 2 | Pennarossa       | 19 de octubre |
| San Giovanni | 1 - 2 | Domagnano        | 19 de octubre |

| Fiorentino   | 3 - 2 | Folgore/Falciano | 25 de octubre |
| Libertas     | 1 - 0 | Tre Penne        | 25 de octubre |
| La Fiorita   | 0 - 2 | Pennarossa       | 26 de octubre |
| San Giovanni | 1 - 2 | Domagnano        | 26 de octubre |

| San Giovanni     | 1 - 3 | Tre Penne  | 31 de octubre  |
| Pennarossa       | 2 - 1 | Fiorentino | 1 de noviembre |
| San Giovanni     | 1 - 3 | Pennarossa | 1 de noviembre |
| Folgore/Falciano | 2 - 2 | La Fiorita | 2 de noviembre |

### Enfrentamientos entre zonas
| Tre Fiori        | 2 - 4 | Folgore/Falciano | 7 de noviembre |
| Murata           | 1 - 1 | Fiorentino       | 8 de noviembre |
| La Fiorita       | 2 - 1 | Juvenes/Dogana   | 8 de noviembre |
| Virtus           | 2 - 1 | Pennarossa       | 8 de noviembre |
| Cailungo         | 2 - 1 | Tre Penne        | 9 de noviembre |
| Cosmos           | 1 - 1 | San Giovanni     | 9 de noviembre |
| Libertas         | 1 - 0 | Faetano          | 9 de noviembre |
| Libre: Domagnano |       |                  |                |

| Faetano         | 1 - 2 | San Giovanni     | 22 de noviembre |
| Domagnano       | 1 - 0 | Tre Fiori        | 22 de noviembre |
| Pennarossa      | 2 - 0 | Cailungo         | 22 de noviembre |
| Tre Penne       | 1 - 0 | Cosmos           | 22 de noviembre |
| Fiorentino      | 1 - 2 | Juvenes/Dogana   | 23 de noviembre |
| Murata          | 1 - 1 | Folgore/Falciano | 23 de noviembre |
| Virtus          | 0 - 1 | La Fiorita       | 23 de noviembre |
| Libre: Libertas |       |                  |                 |

| San Giovanni            | 1 - 1 | Murata     | 29 de noviembre |
| Tre Penne               | 1 - 1 | Faetano    | 29 de noviembre |
| Libertas                | 0 - 0 | Cailungo   | 29 de noviembre |
| Cosmos                  | 0 - 1 | Fiorentino | 29 de noviembre |
| Domagnano               | 1 - 1 | Virtus     | 30 de noviembre |
| Tre Fiori               | 2 - 1 | La Fiorita | 30 de noviembre |
| Juvenes/Dogana          | 1 - 1 | Pennarossa | 30 de noviembre |
| Libre: Folgore/Falciano |       |            |                 |

| Pennarossa        | 0 - 1 | Tre Fiori      | 6 de diciembre |
| San Giovanni      | 0 - 6 | Juvenes/Dogana | 6 de diciembre |
| Faetano           | 2 - 0 | Domagnano      | 6 de diciembre |
| Libertas          | 0 - 1 | Virtus         | 6 de diciembre |
| Tre Penne         | 1 - 3 | Murata         | 7 de diciembre |
| Cailungo          | 1 - 1 | Fiorentino     | 7 de diciembre |
| Folgore/Falciano  | 2 - 0 | Cosmos         | 7 de diciembre |
| Libre: La Fiorita |       |                |                |

| Juvenes/Dogana    | 3 - 1 | Tre Penne        | 13 de diciembre |
| Cailungo          | 0 - 2 | Folgore/Falciano | 13 de diciembre |
| Cosmos            | 0 - 4 | Pennarossa       | 13 de diciembre |
| Murata            | 0 - 1 | Domagnano        | 13 de diciembre |
| Tre Fiori         |       | Libertas         | 14 de diciembre |
| Virtus            |       | San Giovanni     | 14 de diciembre |
| La Fiorita        |       | Faetano          | 14 de diciembre |
| Libre: Fiorentino |       |                  |                 |

Fuente:Campeonato Sammarinese Archivado el 11 de noviembre de 2014 en Wayback Machine.
Leyenda: Pos: Posición; PJ: Partidos jugados; PG: Partidos ganados; PE: Partidos empatados; PP: Partidos perdidos; GF: Goles a favor; GC: Goles en contra; Dif: Diferencia de goles; Pts: Puntos. 

## Play-offs de campeonato

### Primera ronda
| Fecha             | Estadio                          | Local      | Marcador | Visita    |
| ----------------- | -------------------------------- | ---------- | -------- | --------- |
| 4 de mayo de 2015 | Campo di Fiorentino              | Tre Fiori  | 1-0      | Domagnano |
| 4 de mayo de 2015 | Campo sportivo di Fonte dell'Ovo | La Fiorita | 3-1      | Faetano   |

### Segunda ronda
| Fecha             | Estadio                          | Local     | Marcador | Visita     |
| ----------------- | -------------------------------- | --------- | -------- | ---------- |
| 8 de mayo de 2015 | Campo sportivo di Fonte dell'Ovo | Domagnano | 0-2      | Faetano    |
| 9 de mayo de 2015 | Campo di Fiorentino              | Tre Fiori | 0-1      | La Fiorita |

### Tercera ronda
| Fecha              | Estadio                          | Local   | Marcador   | Visita         |
| ------------------ | -------------------------------- | ------- | ---------- | -------------- |
| 11 de mayo de 2015 | Campo sportivo di Fonte dell'Ovo | Folgore | 2-1        | Juvenes/Dogana |
| 14 de mayo de 2015 | Campo sportivo di Fonte dell'Ovo | Faetano | 3-5 (pro.) | Tre Fiori      |

### Cuarta ronda
| Fecha              | Estadio                          | Local     | Marcador   | Visita         |
| ------------------ | -------------------------------- | --------- | ---------- | -------------- |
| 16 de mayo de 2015 | Campo sportivo di Fonte dell'Ovo | Folgore   | 2-1 (pro.) | La Fiorita     |
| 18 de mayo de 2015 | Campo sportivo di Fonte dell'Ovo | Tre Fiori | 0-3        | Juvenes/Dogana |

### Semifinal
| Fecha              | Estadio                          | Local          | Marcador       | Visita     |
| ------------------ | -------------------------------- | -------------- | -------------- | ---------- |
| 23 de mayo de 2015 | Campo sportivo di Fonte dell'Ovo | Juvenes/Dogana | 0-0 (4-2 pen.) | La Fiorita |

### Final
| 26 de mayo de 2015 | Folgore                         | 3-1     | Juvenes/Dogana | Estadio Olímpico, Serravalle |                             |
| 21:00              | Perrotta 43', 90' · Muccini 87' | Reporte | Gasperoni 24'  | Árbitro(s): Johnny Casanova  | Árbitro(s): Johnny Casanova |

## Goleadores
| Posición | Jugador              | Club             | Goles |
| -------- | -------------------- | ---------------- | ----- |
| 1        | Daniele Friguglietti | San Giovanni     | 16    |
| 2        | Armando Aruci        | Pennarossa       | 15    |
| 3        | Andy Selva           | La Fiorita       | 14    |
| 4        | Carlo Chiarabini     | Domagnano        | 11    |
| 4        | O'Neal Ephraim       | Tre Fiori        | 11    |
| 4        | Francesco Perrotta   | Folgore/Falciano | 11    |
| 7        | Giorgio Mariotti     | Juvenes/Dogana   | 10    |
| 7        | Adolfo Hirsch        | Folgore/Falciano | 10    |
| 7        | Andrea Moroni        | Faetano          | 10    |
| 10       | Marco Casadei        | Murata           | 9     |